# Bitwy o Bengazi
Bitwy o Bengazi – zbrojne starcia toczące się w dniach 17–20 lutego oraz 19–20 marca 2011 między armią rządową wspieranych przez zagranicznych najemników a demonstrantami i zbuntowanymi żołnierzami podczas wojny domowej.
W wyniku bitwy siły rządowe straciły kontrolę nad Bengazi oraz sąsiednich miastach Al-Bajda i Darna. Łącznie w lutowej bitwie życie straciło 510 osób, a w marcowym ataku sił rządowych 55 osób.

## Tło
15 lutego 2011 w Libii rozpoczęły się masowe antyrządowe protesty. Pierwszym miastem na ulice którego wyszli ludzie by zaprotestować przeciwko 42-letnim rządom Muammara Kadafiego było Bengazi. Wówczas 500-600 osób wyszło na ulice miasta. Doszło do walk z policją, w wyniku których rannych zostało 14 osób, w tym 10 funkcjonariuszy. Demonstracje zorganizowano za pośrednictwem Facebooka.
Kolejnego dnia protestujący obrzucili policję kamieniami. W odpowiedzi, zostali ostrzelani gumowymi pociskami przez policję. Według służb medycznych, 38 osób zostało rannych w zamieszkach.

## Bitwa

### I bitwa
17 lutego wojsko otworzyło ogień do demonstrantów. W wyniku ostrzału zginęło 14 osób. 18 lutego tysiące ludzi zgromadziły się w Bengazi. Demonstranci spalili tam kilka posterunków policji, budynków rządowych oraz zajęli siedzibę państwowej telewizji. Do Bengazi przybyło 325 zagranicznych najemników Najemnicy otworzyli ogień do ludzi uczestniczących w pogrzebie ofiar poprzedniego dnia. W walkach zginęło 35 osób. Po masakrze powieszono dwóch policjantów, którzy zostali złapani przez demonstrantów. Doszło do buntu w miejscowym więzieniu z którego zbiegło około 1000 osadzonych. Czterech zastrzelono, 150 złapano. Demonstranci wyparli wieczorem siły bezpieczeństwa z miasta Bengazi, podpalono też siedzibę rozgłośni radiowej. Walki miały miejsce także w sąsiedniej Bajdzie. Siły bezpieczeństwa skierowały do walki z demonstrantami najemników z innych państw afrykańskich. 50 schwytanych najemników zostało straconych.
19 lutego podczas kolejnego pogrzebu, wojska ponownie otworzyły ogień. W popołudniowej masakrze zabito 15 osób. Wielu zostało rannych. W międzyczasie armia została wyparta z miasta Bajda. Po masakrze demonstranci zlinczowali 15 najemników. W czasie drugiego ataku na pogrzebie, demonstranci przeprowadzili kontratak za pomocą buldożerów
20 lutego w godzinach popołudniowych i wieczornych wojsko strzelało do bezbronnych cywilów, mordując co najmniej 50 osób. Setki ludzi opuściło demonstracje z ranami postrzałowymi. Do demonstrantów strzelano z karabinów maszynowych, użyto noży oraz rakiet przeciwlotniczych. Z miasta zaczęła wycofywać się armia. Podczas odwrotu siły Kaddafiego pojmały co najmniej dziewięć osób, w tym dwóch czternasto- i szesnastolatków.
21 lutego w Bengazi opozycjoniści świętowali przejęcie kontroli nad miastem, zerwali z gmachu sądu wprowadzoną przez Kaddafiego flagę i wywiesili na jej miejsce flagę z czasów monarchii. Policja w mieście jest całkowicie nieobecna, ochronę mienia i kierowanie ruchem przejęły młodzieżowe milicje. Prawdopodobnie także część jednostek wojskowych przeszła na stronę opozycji.
Po zdobyciu przez demonstrantów w Bengazi, spontanicznie powstały rady zarządzające, w skład których wchodzą prawnicy, nauczyciele i lekarze, którzy przejęli zarządzanie miastem. W radach uczestniczyły też kobiety. Rady zorganizowały oczyszczanie miasta, zarządzanie ruchem ulicznym i uporządkowały arsenał broni znajdujący się w rękach mieszkańców miasta. Do pracy wrócił sektor finansowy, otwierane były banki. Powstały też siły bezpieczeństwa, na wypadek powrotu ludzi Kadafiego. Na obszarach kontrolowanych przez buntowników powstają nowe media: gazety, stacje radiowe i portale internetowe.

### II bitwa
Wkrótce po zakończeniu pierwszej bitwy, Bengazi stało się stolicą powstania. 10 marca ofensywa powstańców załamała się i wojska rządowe rozpoczęły marsz na Bengazi. 18 marca, po zajęciu Bregi, wojska Kaddafiego podeszły do granic miasta.
19 marca o godz. 7:30 wojska rządowe rozpoczęły ostrzał artyleryjski miasta. Około 9:00 wkroczyły do jego południowej i wschodniej części. Jednak o 14:30 powstańcy wypchnęli żołnierzy z Bengazi. Około 17:00 czasu polskiego nad Bengazi pojawiły się francuskie myśliwce. Był to pierwszy przypadek egzekwowania zakazu lotów. Około 17:45 francuskie samoloty ostrzelały czołgi sił Kaddafiego niszcząc jeden z nich. 19 marca w walkach w Bengazi zginęło 91 osób.
Rano 20 marca siły Kadafiego zatrzymały ofensywę w Bengazi. Wskutek nalotów sił koalicji, oczyszczona została droga z Adżdabiji do Bengazi, na której pojawiły się pick-upy z rebeliantami. O 21:00 czasu lokalnego siły rządowe ogłosiły wprowadzenie zawieszenia broni.
Walki zostały przerwane 20 marca, a kolejnego dnia libijskie wojsko wycofało się ku Adżadabiji.

## Ofiary
240 demonstrantów zginęło podczas I bitwy o Bengazi. Dodatkowo 63 demonstrantów poległo w Bajdzie, a 29 w Darnie. Łącznie daje to 332 zabitych buntowników. Liczba ta zawiera 130 zamordowanych zbuntowanych żołnierzy, których egzekucje przeprowadzono w Bengazi. W walkach zginęło 111 żołnierzy rządowych. Z 325 afrykańskich najemników wysłanych do miasta, 65 zabito, 236 pojmano i przetrzymywano m.in. w szkole w Bengazi. 24 uznano za zaginionych. Demonstranci przeprowadzili także egzekucje dwóch policjantów.
W czasie marcowego starcia przerwanego interwencją sił koalicji, zginęło 55 osób.